# Marthinus van Schalkwyk
Marthinus Christoffel Johannes (Kortbroek) van Schalkwyk (ur. 10 listopada 1959 w Pietersburgu) – południowoafrykański polityk, były premier Prowincji Przylądkowej Zachodniej oraz przewodniczący Nowej Partii Narodowej (1997–2005), minister turystyki w rządzie Jacoba Zumy. 

## Życiorys
W 1977 ukończył szkołę średnią w Pietersburgu, po czym służył w armii południowoafrykańskiej (SADF).
Podczas nauki na Rand Afrikaans University był przewodniczącym Studenckiej Rady Przedstawicieli (Student Representative Council, SRC) oraz Afrykańskiego Związku Studentów (Afrikaanse Studentebond, ASB). Działał również w Ruiterwag, młodzieżówce Broederbondu. Zakładał oraz przewodniczył organizacji „Jeugdkrag” (Młoda siła), której powstanie było inspirowane przez służby specjalne. 
Po ukończeniu studiów wykładał na Uniwersytetach w Stellenbosch i Johannesburgu. W 1990 przystąpił do Partii Narodowej, wkrótce zostając jej rzecznikiem. We wrześniu 1997 objął funkcję przewodniczącego ugrupowania, którą sprawował do 2005. 
W wyborach 2004 ugrupowanie poniosło porażkę – ostatecznie łącząc się w kolejnym roku z ANC. W tym samym roku Schalkwyk został mianowany ministrem ds. rozwoju i turystyki (ponowną nominację uzyskał w 2009). 
Ze względu na chłopięcy wygląd i sugerowany brak doświadczenia w polityce bywa przez Afrykanerów nazywany kortbroekiem („chłopcem w krótkich spodenkach”). 
Jest żonaty z Suzette, razem mają syna i córkę.